# Gellinam
Gellinam är en ö i Marshallöarna.   Den ligger i kommunen Kwajalein, i den västra delen av Marshallöarna, 500 km nordväst om huvudstaden Majuro.
Gellinam långtidshyrs av USA fram till år 2066. Området är en del av RTS Ronald Reagan Ballistic Missile Defense Test Site.
Terrängen på Gellinam är varierad. Öns högsta punkt är 10 meter över havet. 